# Урбанович, Николай
Николай Урбанович (укр. Микола Урбанович, 14 октября 1894, с. Выжний Березов, Станиславовское воеводство — 13 марта 1976, г. Виннипег, Канада) — поручик УГА и Армии УНР, Архиепископ Украинской Православной Церкви в Виннипеге.

## Биография
Родился 14 октября 1894 году в селе Выжные Березовы, уезд Печенижин. Окончил гимназию в Коломые. В августе 1914 года поступил в Легион Сечевых Стрельцов, а позже служил хорунжим в 7-в полку драгун австрийской армии. В первые дни ноября 1918 вызвался к УГА, где был командантом сотни в звании четарь 1-го куреня 7-й Львовской бригады УГА. 19 апреля 1919 года был тяжело ранен в бою с польскими войсками под Любинем Большим.
Во время румынской оккупации Покутья он находился в военном госпитале в Коломые, а после выздоровления был комендантом станции в Печенежине, в так называемой, «Печенижинской Республике», которая просуществовала в течение 3 месяцев. После того как румыны оставили Покутья, он отправился через Черновцы в Хотине и в г. Каменке снова вызвался в ряды Украинской Галицкой Армии. После катастрофы УГА, служил в Армии УНР в ранга поручика конного полка им. Максима Зализняка.
Эмигрировал в Канаду в 1929 году. Был рукоположён во священники в 1938 году епископом Богданом (Шпилькой), а позднее хиротонизирован во епископы 18 декабря 1949 года Антуаном Джозефом Анидом и Генри Джозефом Клифишом из юрисдикции молоизвестной церкви (Byzantine Universal (Catholic) and Orthodox Church of the Americas), а в марте 1954 года он присоединился к Соборноправной украинской автокефальной православной церкви, где служил архиепископом в Виннипеге.
Умер в Виннипеге, Канада 13 марта 1976 года.